# WIRED (TRFの曲)
「WIRED」（ワイアード）はavex traxから1999年4月21日に発売されたTRF24枚目のシングル。

## 解説
よみうりテレビ・日本テレビ系ドラマ『ロマンス』主題歌。 オープニング映像では熊川哲也が本曲に合わせて、ダンス・パフォーマンスを披露。本曲が最後の8cmCD形態の発売であった。2006年11月29日にマキシシングルで再発売。テレビ朝日系列「ミュージックステーション」に出演の際にタモリから「凄い」と絶賛されている。

## 収録曲
1. WIRED [SINGLE EDIT]
作詞：工藤順子／作曲・編曲：原一博
2. The Song Remains the Earth
作詞・作曲：DJ KOO／編曲：DJ KOO & T.TASHIRO／コーラス編曲：YŪKI
3. WIRED [INSTRUMENTAL]
4. The Song Remains the Earth [INSTRUMENTAL]

## 収録アルバム
WIRED
- 『LOOP＃1999』
※ Album Full Versionとして収録
- 『TRF 15th Anniversary BEST -MEMORIES-』
※ Album Full Versionとして収録
- 『TRF 20TH Anniversary COMPLETE SINGLE BEST』

The Song Remainds the Earth
- 『LOOP＃1999』
※ 記載されていないが終盤には無いSE（効果音）音源が追加されている。